# Choyr
Choyr est une ville de Mongolie. C'est la capitale de l’aïmag de Govisümber, une des vingt-et-une provinces du pays. Y est située une importante gare ferroviaire du Transmongol.

## Géographie
Choyr est connue pour être la porte du Désert de Gobi.